# 松谷彼哉
松谷彼哉（日语：松谷 彼哉，1970年3月20日—），日本女演員、配音員、旁白。出身於北海道札幌市（在小樽市生長）。身高163.5cm。AB型血。

## 簡介
劇團昴所屬，北翔大學短期大學（今改名北翔大學短期大學部）畢業。

### 人物
- 暱稱有「彼哉」、「姊」。
- 擁有普通小客車和中學教師（家庭科）2級的專業資格[2]。
- 自1990年代後半開始投入配音事業以來，主要參加海外電影、電視影集的日語配音。動畫配音方面，主要為《麻辣教師GTO》的嘉手納南風、《BLEACH》的松本亂菊、《烈火之炎》的音遠及《Aikatsu！偶像活動！》的光石織姬等多位充滿熟女魅力類型的女性角色獻聲。
- 除了參加現在所屬劇團主辦的舞台工作之外，還有參加電影導演蜷川幸雄負責演出或者是電影公司東寶製作的音樂劇，以及廣泛參加遊戲「櫻花大戰系列」衍生舞台劇《櫻花大戰 紐約Revue show ～唱歌吧♪大紐約♪～》（扮演自己配音的角色）的舞台劇前往。
- 另一方面，松谷在私下與上面提到飾演的角色不一樣的是，是個讓周遭的人覺得自然而然地被她給治癒的人。據說有很多人認為松谷的聲音與業界同行折笠愛很像，連松谷自身也這樣子認為[4]。
- 家裡擁有很多毛絨娃娃，而且把它們稱作為「朋友」溺愛。
- 本身是搖滾樂團LUNA SEA的歌迷，特別是此樂團成員SUGIZO的粉絲。
- 特長有彈鋼琴、跳爵士舞[1]。

### 逸事
- 在劇團昴（日语：劇団昴）主辦的舞台劇《Praying For Time》第一次演主角女囚犯時，將頭髮理光在舞台上現身。
- 由於曾經幫美國電視劇《慾望城市》主要角色夏綠蒂·約克負責日語配音，因此和此電視劇角色粉絲，漫畫家藤井三穗南（日语：藤井みほな）認識並成為朋友[注 1]。
- 還有，遊戲《櫻花大戰5 ～再見，吾愛～（日语：サクラ大戦V 〜さらば愛しき人よ〜）》登場的角色黛安娜·卡普利斯[注 2]之所以會請松谷負責配音，是因為此遊戲系列的原作者廣井王子看過了《慾望城市》電視劇之後才指定她擔任的[5]。

## 演出
粗體字表示主要角色。

### 電視動畫
1997年
- 金田一少年之事件簿（春日優子）
- 名偵探柯南（中山英子）
- 烈火之炎（音遠、立迫博子）

1998年
- 快傑蒸汽偵探團 TV ANIMATION SERIES（的母親）
- 金田一少年之事件簿（逆井成美、汐見初音）
- 南海奇皇（日语：南海奇皇）

1999年
- 金田一少年之事件簿（參道麻衣）
- 麻辣教師GTO（嘉手納南風[6]）
- ∀鋼彈（女性隊員B）
- 秀逗博士（人魚）

2000年
- 金田一少年之事件簿（幽月來夢）
- 幻想魔傳 最遊記（紅蘭）
- 櫻花大戰 (TV動畫)

2001年
- 彗星公主（花村志保）
- 數碼寶貝03馴獸師之王（松田美枝、淺沼老師〈淺沼奈美〉）

2002年
- Weiβ kreuz Glühen（雪兒）
- Fortune Dogs（日语：ふぉうちゅんドッグす）（厄尼斯特）

2003年
- L/R -Licensed by Royal-（日语：L/R -Licensed by Royal-）（瑪奇露達）
- 灰姑娘男孩（日语：シンデレラボーイ）（凱西）
- 偵探學園Q（山咲夏實）

2004年
- 光之美少女（光之女王）
- 名偵探柯南（木島彌生）

2005年
- 光之美少女 Max Heart（光之女王）
- 怪醫黑傑克（小椿的母親）
- BLEACH（松本亂菊）
- 名偵探柯南（談話聲）

2006年
- 怪醫黑傑克（幸）

2007年
- 名偵探柯南（山口史織）

2009年
- 東之伊甸（森美朝子）

2012年
- Aikatsu！偶像活動！（光石織姬[7]）

2014年
- 地球隊長（施皮茨／安藤妮歐）

2017年
- 牙狼〈GARO〉-VANISHING LINE-（日语：牙狼-GARO- -VANISHING LINE-）（瑪莉）
- 小松先生（榮太郎的母親）

2018年
- 弦音－風舞高中弓道部－（鳴宮湊的母親）

2019年
- 偶像活動 on Parade！（光石織姬）

### 電影動畫
1998年
- 在這星空的上方（日语：この星の上に）

2006年
- 劇場版 BLEACH MEMORIES OF NOBODY（松本亂菊）

2007年
- 劇場版 BLEACH The DiamondDust Rebellion 鑽石星塵的反叛（松本亂菊）

2008年
- 劇場版BLEACH Fade to Black 呼喚你的名字（松本亂菊）

2010年
- 劇場版 BLEACH 地獄篇（松本亂菊）
- 東之伊甸 劇場版II Paradise Lost（森美朝子）

2012年
- 闇龍紀元 -Holy war of blood mage-（日语：ドラゴンエイジ -ブラッドメイジの聖戦-）（大主教[8]）

2014年
- 劇場版 Aikatsu！偶像活動！（光石織姬）

2016年
- 劇場版 Aikatsu！偶像活動！ ～魔法！～（光石織姬）

2018年
- FLCL Alternative（木瀧真希[9]）

### OVA
1998年
- 刻之大地 ～花之王國的魔女～（日语：刻の大地）（艾蓮）

2006年
- 鬼公子炎魔（御井子）

2007年
- 櫻花大戰 New York·紐約（日语：サクラ大戦 ニューヨーク・紐育）（黛安娜·卡普利斯）

2008年
- ONE PIECE ROMANCE DAWN STORY（西魯庫）

2009年
- DOGS/BULLETS&CARNAGE（日语：DOGS/BULLETS&CARNAGE）（米芮納）

### 遊戲
1999年
- Lord of Monsters（日语：ロードオブモンスターズ）（哈奈特）[注 3]

2001年
- 灣岸 Midnight Club（波多圭子）

2004年
- True Crime（日语：True Crime）（吉爾）

2005年
- 櫻花大戰5 ～再見，吾愛～（日语：サクラ大戦V 〜さらば愛しき人よ〜）（黛安娜·卡普利斯）
- BLEACH ～獲選之魂～（松本亂菊）
- BLEACH ～炙熱之魂2～（日语：BLEACH 〜ヒート・ザ・ソウル〜）（松本亂菊）

2006年
- BLEACH ～炙熱之魂3～（松本乱菊）
- BLEACH ～刀刃戰士～（松本亂菊）

2007年
- 魔塔大陸2 少女們於世界中迴響的創造詩（茵菲爾）
- BLEACH ～炙熱之魂4～（松本亂菊）
- BLEACH ～刀刃戰士2nd～（松本亂菊）
- BLEACH DS 2nd ～黑衣閃耀鎮魂歌～（松本亂菊）

2008年
- 戲劇性迷宮 櫻花大戰 ～因為有你～（日语：ドラマチックダンジョン サクラ大戦 〜君あるがため〜）（黛安娜·卡普利斯）
- BLEACH The 3rd Phantom（日语：BLEACH The 3rd Phantom）（松本亂菊）
- BLEACH ～靈魂嘉年華～（松本亂菊）
- BLEACH 聖戰對決（松本亂菊）
- BLEACH ～炙熱之魂5～（松本亂菊）

2009年
- BLEACH ～靈魂嘉年華2～（松本亂菊）
- BLEACH ～炙熱之魂6～（松本亂菊）
- BLEACH DS 4th 火焰使者（松本亂菊）

2010年
- TRINITY Zill O'll Zero（日语：トリニティ ジルオール ゼロ）（刻律涅亞）
- BLEACH ～炙熱之魂7～（松本亂菊）

2012年
- Aikatsu！偶像活動！灰姑娘課程（光石織姬）

2014年
- Aikatsu！偶像學園偶像生活365天（光石織姬）

2015年
- Aikatsu！偶像活動！My No.1 Stage！（光石織姬／夢幻假面公主）

2016年
- Aikatsu！偶像活動！Photo on stage!!（光石織姬）

2018年
- 碧藍幻想（光之園皇后）

### 外語配音

#### 演員
克莉絲汀·戴維斯
- 慾望城市系列（夏綠蒂·約克）
  - 慾望城市 (1998年電視影集)
  - 慾望城市 (2008年電影)
  - 慾望城市2

莫雷纳·巴卡林
- 萬惡高譚市（萊絲莉·湯普金斯醫師（英语：Leslie Thompkins））
- 心計（艾莉卡·弗林）
- V星入侵（安娜）

#### 電影
- 女孩夢三十（露西·懷曼〈茱蒂·葛瑞兒〉）
- 決勝21點（吉兒·泰勒〈凱特·博斯沃斯〉）
- 停機四十天（英语：40 Days and 40 Nights）（Candy〈Monet Mazur〉）
- 名媛教育（Helen〈Rosamund Pike〉）
- 安娜與國王（Tuptim〈白靈〉）※影碟版。
- 贖罪（18歳的Briony Tallis〈蕾夢娜·葛瑞〉）
- 光棍俱樂部2（英语：Bachelor Party 2: The Last Temptation）（Melinda〈Sara Foster〉）
- 蝙蝠俠4：急凍人（Julie Madison〈艾麗·麥花遜〉）※朝日電視台版。
- 貝奧武夫與怪獸格蘭戴爾（Selma〈莎拉·波莉〉）
- 犯罪的重構（英语：The Big Swindle）（李聖經）
- 黑暗地平線（英语：Blind Horizon）（Chloe Richards〈內芙·坎貝爾〉）
- 魅力四射（英语：Bring It On (film)）（米西·潘通〈伊麗莎·杜什庫〉）
- 名嘴大丈夫（英语：Cadillac Man）（Lila〈Lori Petty〉）※東京電視台版。
- 法國、鄉村、樂活（英语：Conversations with My Gardener）（Carole〈Élodie Navarre〉）
- 伴侶度假村（英语：Couples Retreat）（露西〈克莉絲汀·戴維斯〉）※Netflix版。
- 魔鬼之吻（日语：バイオ・アマゾネス）（Michelle〈Beverly Lynne〉）
- 穿著Prada的惡魔（Emily Charlton〈愛蜜莉·布朗〉[10]）※日本電視台版。
- 滑頭紳士闖通關（英语：The Distinguished Gentleman） ※朝日電視台版。
- 早安總統（英语：Good Morning President）（金伊英〈韓彩英〉）
- 芳心之歌（英语：Grace of My Heart）（Kelly Porter〈布莉姬·芳達〉）
- 惡棍特工（Shosanna Dreyfus〈梅蘭妮·蘿倫〉）
- 詹姆士·龐德：殺人執照（Pam Bouvier〈Carey Lowell〉）※DVD新錄製版。
- 貴婦失蹤案（Iris）
- 大力戰神（阿爾克墨涅王妃〈羅姍妮·麥琪（英语：Roxanne McKee）〉）
- 愛在瘟疫蔓延時（Fermina Daza〈Giovanna Mezzogiorno〉）
- 威尼斯商人（英语：The Merchant of Venice (2004 film)）（波西亞（英语：Portia (The Merchant of Venice)）〈琳恩·柯林斯〉）
- 尋槍（孟）
- 靈異23（英语：The Number 23）（Laura Tollins〈蘿娜·米莎〉、金髮女性／Dobkins寡婦／Fingerling的母親〈Lynn Collins〉）
- 血護士3D（英语：Nurse 3D）（Abby Russell／Sarah Price〈帕茲·德·拉·維爾塔〉）
- 警察故事4之簡單任務
- 西班牙公寓（英语：L'Auberge Espagnole）（Martine〈奧黛莉·朵杜〉）
- 魔咒女王（Jesse Reeves〈Marguerite Moreau〉）
- 毒蛇之吻（英语：The Serpent's Kiss）（Thea／Anna〈Carmen Chaplin〉）
- 七劍（劉郁芳〈張靜初〉）
- 雙面女郎（英语：Single White Female） ※朝日電視台版。
- 暮光之城：無懼的愛（Victoria Sutherland〈Rachelle Lefevre〉）※日本電視台版。

#### 電視影集
- 慾望師奶（坎卓拉）
- 莫爾思探長前傳
- 流亡（英语：Exile (TV series)）（曼蒂）
- 靈感應（莉莎）
- 檀島警騎2.0（Nicole Duncan〈Amanda Schull〉）
- 星級酒店（英语：Hotel Babylon）（艾莉絲）
- 連城訣（水笙〈舒暢〉）
- 愛卡莉
- 靈媒緝凶 (第4季)（喬安娜）
- Missing (2003年電視影集)（英语：Missing (Canadian TV series)）
- 泛美之旅（Amanda Mason〈艾希莉·葛林〉）
- 金剛戰士Turbo（英语：Power Rangers Turbo）（Dimitria）
- 慾海醫心（Sofia Santos）
- 深海巡弋（英语：seaQuest DSV）（Lonnie Henderson少尉）
- 星艦奇航記：重返地球（Delaney姊妹）
- 外交邊緣（Jane Lavery〈Eva Birthistle〉）
- 超自然檔案（Mag）
- 三劍客（尹美寧／香善〈柳仁英〉）[11]
- 迷離境界 (2002年電視影集)（「太陽的聖杯」：伊芙）
- 記憶神探（Wendy Wilson）
- 電腦快車 (第2季)（Allie Farrow〈Dawn Stern〉）

#### 動畫
- 星際大戰：複製人之戰 (2008年動畫)（Mirage）

### 電視節目
- 父子刑事（佐川珠美）
- 終點站系列（日语：終着駅シリーズ） 7「街·新宿～伊豆，連鎖殺人之謎！來自天龍峽的女人，連真兇手也被殺了…」（朝日電視台，1997年）

### 廣播節目
- BLEACH “B” STATION（日语：BLEACH “B” STATION）（2007年3月份主持人）

### CD
- BLEACH BEAT COLLECTION 2nd SESSION 02 -TOUSHIRO HITSUGAYA/RANGIKU MATSUMOTO/MOMO HINAMORI-
- Rose Balcony ～茱莉耶特的肖像
- 雪繻子花

### 舞台
- 仲夏夜之夢（希波呂塔、提泰妮亞）
- 獻給阿爾吉儂的花束（菲伊·利爾曼）
- Praying For Time
- 的分
- 乙一！

上面記述項目為劇團昴的出演作品。
- The Greeks（日语：グリークス）（希臘合唱團、克律塞伊斯）
- 飄（蘇倫·奧哈拉）

2006年
- 櫻花大戰 紐約Revue show ～唱歌吧♪大紐約♪～（3月18日－19日，新宿文化中心）（黛安娜·卡普利斯[12]）

2007年
- 櫻花大戰 紐約Revue show ～唱歌吧♪大紐約♪2～（7月15日－18日，日本青年館）（黛安娜·卡普利斯[13]）

2008年
- 櫻花大戰 紐約Revue show ～唱歌吧♪大紐約♪3～ Last Show（8月27日－31日，銀河劇場）（黛安娜·卡普利斯[14]）

2011年
- 櫻花大戰 紐約星組Live 2011 ～星之繼承者～（7月29日－31日，日本青年館）（黛安娜·卡普利斯[15]）

2012年
- 櫻花大戰 紐約星組Show 2012 ～在不忘記一個人的世界～（8月31日－9月2日，日本青年館）（黛安娜·卡普利斯[16]）

2013年
- 櫻花大戰 紐約星組Show 2013 ～Wild West·希望～（7月26日－28日，日本青年館）（黛安娜·卡普利斯[17]）

2014年
- 櫻花大戰 紐約星組Show 2014 ～享受從現在開始～（8月29日－31日，日本青年館）（黛安娜·卡普利斯[18]）

### 活動
2007年
- 櫻花大戰武道館Live ～帝都、巴黎、紐約～（5月13日，日本武道館）（黛安娜·卡普利斯[19]）

2010年
- 櫻花大戰巴黎花組&紐約星組Live 2010 ～可憐花 煌星～（12月10日－12月12日，青山劇場（日语：青山劇場））（黛安娜·卡普利斯[20]）

2011年
- 櫻花大戰武道館Live 2 ～帝都、巴黎、紐約～（10月7日，日本武道館）（黛安娜·卡普利斯[21]）

### 其它
- 獅王 Acron（日语：アクロン (洗剤)）防縮洗衣精電視廣告（洗滌子的配音）

## 腳註

## 外部連結
- 松谷彼哉の「Kaya's Garden」 （页面存档备份，存于） （日語）－松谷彼哉的官方個人網站。
- kaya's carefree life （页面存档备份，存于） （日語）－松谷彼哉的官方個人部落格。
- 松谷彼哉 Kaya Matsutani的X（前Twitter） （日語）
- 松谷彼哉－日本藝人名鑑 （页面存档备份，存于） （日語）